# Acalolepta yokoyamai
Acalolepta yokoyamai là một loài bọ cánh cứng trong họ Cerambycidae.